# 5765 Айзетт
5765 Айзетт (5765 Izett) — астероїд головного поясу, відкритий 4 квітня 1986 року.
Тіссеранів параметр щодо Юпітера — 3,144.